# A Short Hike
『A Short Hike』は、カナダのインディーゲームスタジオadamgryuが開発したアクションアドベンチャーゲーム。

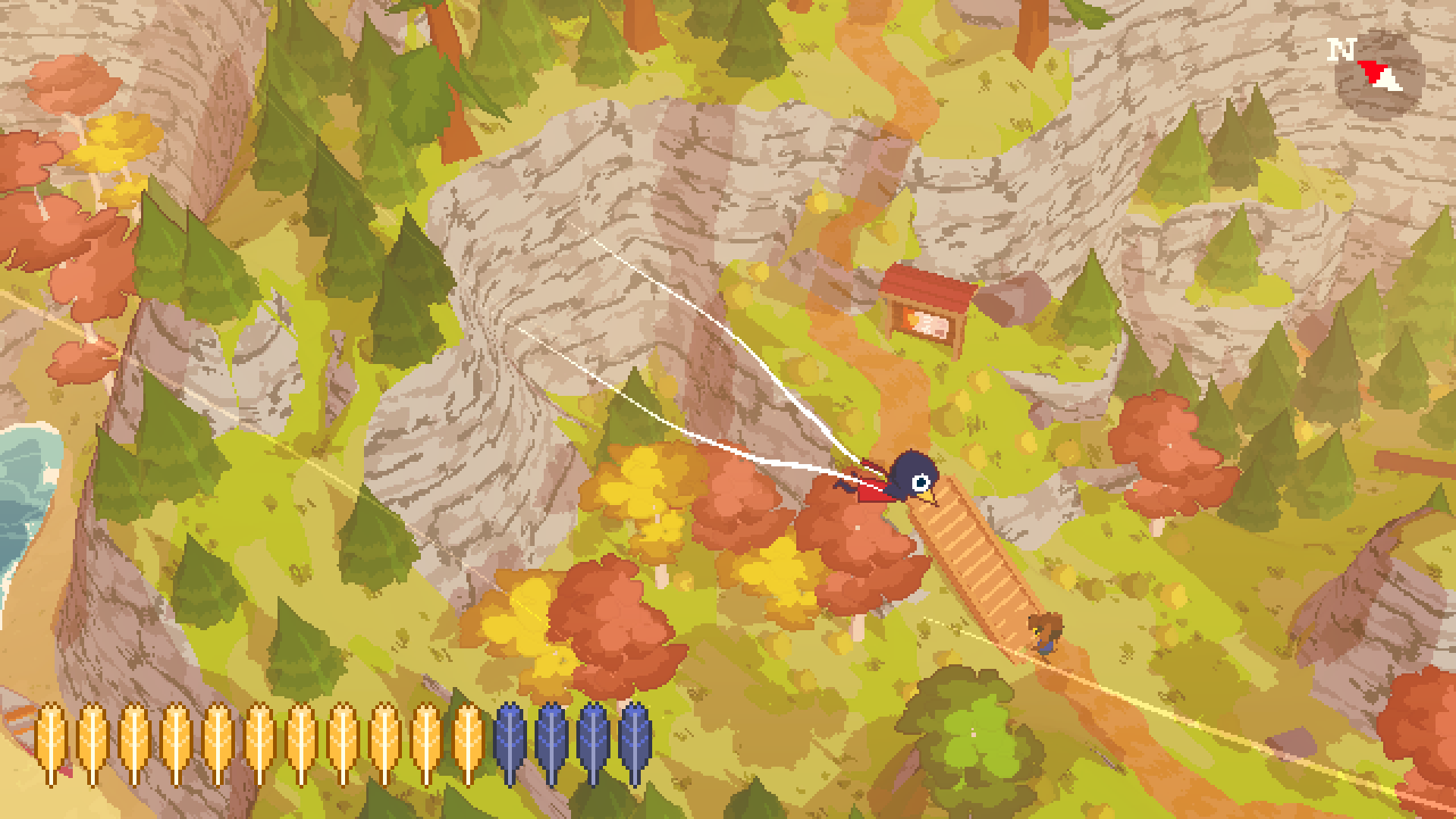
スクリーンショット

## 概要
都会暮らしの鳥の少女クレア（Claire）が自然豊かな孤島にある「ホークピーク州立公園」を訪れたひと夏の出来事が描かれる作品。島では携帯電話が繋がりにくいと知ったクレアは、公園の管理人を務めるおばのメイ（May）のアドバイスを受け電波が入りやすいというホークピークの山頂を目指しながら島にいる動物たちとの交流を行う。
舞台となる島はオープンワールドの設計になっており、山頂への道案内はあるものの必ずしもそれに沿う必要はなく、道を外れて散策したりミニゲームを行ったりするなど自由に行動できる。クレアは羽を広げて滑空することが可能で、ほかに壁面を登ったり後述のアイテムを用いたりといったアクションもある。

## 主なアイテム
黄金の羽根
各所で手に入る羽根。枚数に応じて空中でジャンプできる回数が増えるほか、崖登りやランニングシューズで走る際の消費ゲージの役割もある。
ゲージは通常、時間経過とともに自然回復するが、山の頂上付近の寒冷地では温泉に入るか焚火にあたるかするまで回復しない。
シャベル
地面を掘る。一部の岩を叩くこともできる。
つりざお
水辺で魚を釣る。釣った魚は種類ごとに体長の最大値が記録される。
バケツ
水を汲む。水が入っている時には黄金の羽根を用いた空中ジャンプや崖登りができない。
つるはし
岩を砕く。岩で入り口が塞がれたトンネルを開通させる際に用いる。
スティック
木の棒。ミニゲームの一つであるビーチスティックボール（ビーチバレーに似た内容で、ボールを棒で叩く）を行う際に必要となる。
コンパス
画面が向いている方角（クレアが向いている方角ではない）を示す。
ランニングシューズ
素早く走る。実行時は黄金の羽根のゲージを消費する。
ボートマニュアル
水上でモーターボートを運転できるようになる。
白銀の羽根
飛ぶ高さや崖を登る速度が上昇する。

## 開発
adamgryuのゲームクリエイターであるAdam Robinson-Yuは本作の開発前からRPGの制作を行っていたが、その作業に疲れを感じていたためプロジェクトを中断し自然の風景のデザインに取り組むことにした。ハイキング好きであることから2018年にはいくつかの国立公園を訪れていたが、そのさなかに、荒野の探索時の静けさや山の頂上に辿り着く満足感をゲームに変換できないかと考え始めた。また、スウェーデンの森林地帯にある施設でゲーム開発合宿を行うプログラム「Stugan」に参加した際には、他の開発者とともに『The Secret of Dank Mountain』というタイトルのシンプルな登山ゲームを開発した。
本作の開発は2018年12月から開始された。Humble Bundleのサブスクリプションサービス「Humble Monthly」で2019年4月にリリースすることが予め決まっていたため厳しいスケジュールだったが、当初から小さなプロジェクトを意図していたこともあり、4か月ほどで完成した。その後、パルクールレースや釣りゲームなどの追加要素を含むバージョン「The Extra Mile」をSteam向けにリリースした。
影響を受けたゲームソフトとして、Robinson-Yuは、どうぶつの森シリーズ（特にニンテンドーDS向けに発売された『おいでよ どうぶつの森』）の心優しくくつろいだ雰囲気や『ゼルダの伝説 ブレス オブ ザ ワイルド』で様々な道を探索する要素などを挙げている。また、若い頃に訪れたカナダのアルゴンキン州立公園におけるカナダ楯状地の色合いや、アメリカのピルチャック山を登った際の経験も反映されている。

## 受賞・ノミネート
- Boston Festival of Indie Games 2019 「Innovation in Art & Narrative」受賞[4][5]
- Golden Joystick Award 2019 「Best Indie Game」ノミネート[6]
- 第23回D.I.C.E Awards（英語版） 「Family Game of the Year」「Outstanding Achievement for an Independent Game」「Outstanding Achievement in Game Direction」ノミネート[7]
- IGF Awards 2020 「Seumas McNally Grand Prize（英語版）」「Audience Award」受賞、「Excellence in Design」ノミネート[8]